# 伊藤智義
伊藤 智義（いとう ともよし、1962年4月24日 - ）は、日本の計算機科学者・漫画原作者。千葉大学工学研究院教授。
1989年、東京大学の杉本大一郎のもとで、開発された天文学の多体問題専用計算機、初期のGRAPEのハードウェアの開発を担当した。

## 人物
- 札幌に生まれ、幼少時に東京に転居。東京都立武蔵高等学校から東京大学に入学した。
- 大学2年生の時、『ヤングジャンプ』「青年漫画大賞原作部門」で佳作を受賞し、翌年準入選。1986年5月に『栄光なき天才たち』でデビュー。第1 - 4巻、6、8、14巻の原作を行った。
- 杉本大一郎の研究室でGRAPEのハードウェアの開発を行い1989年から1991年の間のGRAPE-1からGRAPE-2Aのメイン開発者となった。
- 1992年から群馬大学助手、1994年から助教授、1999年から千葉大学にうつり、2007年より教授。2015年から副理事を兼務。
- 1994年 東京大学博士（学術）。論文は「A Special-purpose Computer for Many-Body Systems: GRAPE-2A(多体問題専用計算機GRAPE-2A)」。
- 群馬大学に着任後、ホログラフィ専用計算機HORNの開発を始める。2017年からホログラフィック・ディスプレイ研究会（HODIC）（日本光学会ホログラフィックディスプレイ研究グループ）会長。
- 2016年『永遠の一手 -2030年、コンピューター将棋に挑む-』（週刊少年チャンピオン）の原作を行った。

## 執筆・受賞
- 1984年 - 集英社『ヤングジャンプ』「第11回青年漫画大賞原作部門」佳作受賞「コマの思い出」
- 1985年 - 「第13回青年漫画大賞原作部門」準入選受賞「10番目の選手」
- 1986年 - 『ヤングジャンプ』誌にて『栄光なき天才たち』執筆（～1991年）
- 1996年 - 集英社『ビジネスジャンプ』誌にて『BRAINS_-コンピュータに賭けた男たち-』執筆
- 1996年－第6回日本天文学会研究奨励賞 「重力多体問題専用計算機GRAPEの開発」[2]
- 2004年 - 集英社『満点人物伝』シリーズで「ちびまる子ちゃんの樋口一葉」執筆
- 2007年 - 第13回鈴木・岡田賞 「電子ホログラフィー・システム開発グループ」[3]
- 2007年 - GRAPEの開発の経緯を綴った『コンピューターの中の宇宙－二十万円で世界最速に挑戦する』が第4回開高健ノンフィクション賞の最終候補作品となり[4]、翌年に『スーパーコンピュータを20万円で創る』として集英社新書から出版
- 2010年 - 第42回市村学術賞（貢献賞）　「3次元テレビの実用化に向けた専用計算システムによる電子ホログラフィ」[5]
- 2012年 - 平成24年度科学技術分野の文部科学大臣表彰　科学技術賞（研究部門） 「ホログラフィ専用計算機による次世代3次元映像技術の研究」[6]
- 2012年 - 『朝日新聞』「Webronza」執筆（～2013年）[7]
- 2016年 - 『週刊少年チャンピオン』誌にて『永遠の一手 -2030年、コンピューター将棋に挑む-』執筆（漫画：松島幸太朗）
- 2019年 - 『朝日新聞』「論座」執筆[7]

## 著書
- 栄光なき天才たち 1, 2, 3, 4, 6, 8, 14 （伊藤智義 作、森田信吾 画） 集英社 1987年-1991年（ヤングジャンプ・コミックス YJ）
- ブレインズ：コンピュータに賭けた男たち 1 （第一部/苦難の開拓者たち 1） （伊藤智義 作、久保田真二 画） 集英社 1996年（ビジネスジャンプ・コミックス BJ）
- ブレインズ：コンピュータに賭けた男たち 2 （第一部/苦難の開拓者たち 2） （伊藤智義 作、久保田真二 画） 集英社  1997年（ビジネスジャンプ・コミックス BJ）
- 栄光なき天才たち 1 （伊藤智義 作、森田信吾 画） 集英社 1997年（集英社文庫：コミック版）
- 栄光なき天才たち 4 （伊藤智義 作、森田信吾 画） 集英社 1997年（集英社文庫：コミック版）
- スーパーコンピューターを20万円で創る （伊藤智義 著） 集英社 2007年（集英社新書）
- 栄光なき天才たち : 宇宙を夢みた人々 （伊藤智義 作、森田信吾 画） 講談社  2010年（講談社漫画文庫）
- GPUプログラミング入門 = Introduction to GPU Programming : CUDA5による実装 （伊藤智義 編） 講談社 2013年
- 永遠の一手 = Thought beyond time : 2030年、コンピューター将棋に挑む 上下 （伊藤智義 原作、松島幸太朗 漫画） 秋田書店 (SHŌNEN CHAMPION COMICS EXTRA) 2017年
- ホログラフィ入門 = INTRODUCTION TO HOLOGRAPHY : コンピュータを利用した3次元映像・3次元計測 （伊藤智義、下馬場朋禄 著） 講談社 2017年
- 栄光なき天才たち : 勝者以上に光を放つ敗者たちの物語 1 （伊藤智義 作、森田信吾 画） 秋田書店（AKITA TOP COMICS 500 ワンコインコミック） 2017年
- 栄光なき天才たち 2 （伊藤智義 作、森田信吾 画） 秋田書店（AKITA TOP COMICS 500 ワンコインコミック） 2017年
- 栄光なき天才たち [伊藤智義原作版]　1-7 （伊藤智義 作、森田信吾 画） 秋田書店（電子書籍） 2017年
- Computer Holography - Acceleration Algorithms and Hardware Implementations （下馬場朋禄、伊藤智義 著） CRC press  2019年